# Erik Scavenius
Erik Julius Christian Scavenius (13. července 1877 zámek Klintholm – 29. listopadu 1962 Gentofte) byl dánský politik a diplomat šlechtického původu. Byl ministrem zahraničí ve třech obdobích (1909-1910, 1913-1920 a 1940-1943), celkem jedenáct let, a to v klíčových obdobích dánské diplomacie (světové války, plebiscity o návratu severního Šlesvicka Dánsku). Během okupace Dánska německou armádou se stal i premiérem (1942-1943). Jeho vláda byla poslední relativně nezávislou dánskou vládou za druhé světové války, po jejím pádu byl nastolen mnohem více okupační režim. Byl členem Landstingu (horní komory dánského parlamentu), a to v letech 1918-1920 a 1925-1927. Zastupoval tam středovou Radikálně liberální stranu. V letech 1922–1924 byl jejím předsedou. Scavenius patřil k elitářské politické tradici, která nedůvěřovala demokraticky zvoleným politikům a podezírala je z populismu, neschopnosti čelit realitě a dělat kompromisy. Například během jednání o navrácení Šlesvicka Dánsku po první světové válce prosazoval opatrnější přístup než mnoho nacionalistických politiků. Jeho politika vstřícnosti vůči nacistickým okupačním úřadům během druhé světové války je jednou z trvalých kontroverzí dánské veřejné debaty. Jedni jeho politiku považují za nutný kompromis k ochraně dánského státu, druzí za kolaboraci a zradu demokracie.

## Život
Rod Scaveniů patřil ke vlivné dánské šlechtě. Ke Scaveniovým předkům tak patřil například i Jacob Brønnum Scavenius Estrup. Bylo v rodinné tradici pracovat v politice či diplomacii. Scavenius vystudoval politické vědy na Kodaňské univerzitě, absolvoval v roce 1901. Brzy poté začal pracovat na dánském ministerstvu zahraničních věcí. V letech 1906 až 1908 byl tajemníkem na dánském velvyslanectví v Berlíně. Již tehdy kladl důraz na nadřazenost dánsko-německých vztahů nad jinými vazbami. Poté se stal vedoucím sekce na ministerstvu. Roku 1909 byl poměrně překvapivě jmenován ministrem zahraničí v kabinetu Det Radikale Venstre, ač na tuto stranu tehdy ještě neměl vazby. V letech 1912 až 1913 byl vyslancem ve Vídni a Římě. Pak byl povolán ke druhému ministerskému mandátu. Patřil k těm, kdo prosadili, aby Dánové zůstali v první světové válce neutrální a měli spíše proněmecký kurz během ní. Mimo jiné podporoval vyhovění německým požadavkům na zaminování dánských průlivů v srpnu 1914. Po válce obhajoval návrat pouze těch částí Šlesvicka s jasnou dánskou etnickou většinou, zatímco mnoho jiných politiků žádalo návrat celého území, které Dánové ztratili ve válce roku 1864 (to vedlo roku 1920 k tzv. velikonoční krizi v dánské politice). V letech 1924 až 1932 byl velvyslancem ve Stockholmu. V letech 1932 až 1940 byl předsedou představenstva významného deníku Politiken.
Potřetí se stal ministrem zahraničí během německé okupace za druhé světové války. Byl nejdůležitějším prostředníkem mezi dánskou vládou a německými úřady. Po tzv. telegramové krizi se stal dokonce premiérem. Po 29. srpnu 1943 však ztratil všechny skutečné pravomoci, když německé úřady dánskou vládu rozpustily poté, co odmítla zasáhnout proti nepokojům. Dánský král Kristián X. vynucenou rezignaci vlády nikdy formálně nepřijal, takže kabinet existoval de iure dál, dokud nebyl po osvobození 5. května 1945 vytvořen nový. Po válce byl Scavenius za svou strategii obviňován, zejména ze strany členů odboje, kteří měli pocit, že ohrožoval národní čest Dánska. Parlamentní komise pro posouzení provinění během okupace však nenašla důvod k tomu, aby ho obžalovala. Svou zprávu zveřejnila roku 1955. Na svou obranu vydal v roce 1948 i knihu pod názvem Forhandlingspolitikken under Besættelsen. Roku 1959 přidal podobnou publikaci hájící jeho strategii za první světové války, která byla také zdrojem kritiky vlasteneckých kruhů. Nazval ji Udenrigspolitik under den første Verdenskrig.
Debata o jeho odkazu pokračuje. Zůstává jednou z nejkontroverznějších postav v historii dánské politiky. Například k 60. výročí rozpuštění vlády 29. srpna premiér Anders Fogh Rasmussen pokáral svého předchůdce za jeho postoj s tím, že byl naivní a morálně nepřijatelný. Historici jako Bo Lidegaard a Søren Mørch tomu však oponovaly tvrzením, že Dánsko uniklo nejhorším útrapám války pouze díky Scaveniově politice. Bertel Haarder, tehdejší ministr Rasmussenovy vlády, označil tyto postoje za revizionistické a tvrdil, že Scavenius prováděl zbytečně proněmeckou politiku prostě proto, že předpokládal, že Německo válku vyhraje. Dokumenty nalezené v Dánské královské knihovně odhalily, že v roce 1961 byl Scavenius informován, že mu má být udělena izraelská medaile za hrdinství. Měla mu ji předat Eleanor Rooseveltová na ceremonii ve Spojených státech později toho roku, ale kvůli špatnému zdravotnímu stavu Scavenius svou cestu zrušil. Neznámé okolnosti způsobily, že mu vyznamenání nebylo nikdy oficiálně uděleno. Záhadou tak zůstávají i důvody, proč měl ocenění získat, pravděpodobně to mělo souviset s osudem dánských Židů za války, které se podařilo z velké části zachránit. O Scaveniově podílu na tom ale nejsou známy oficiální informace.